# Mercedes-Benz W114 e W115
W114 e W115 sono le sigle progettuali di un'autovettura prodotta dalla tedesca Mercedes-Benz tra il 1968 ed il 1976. Venne soprannominata "/8" ("Strichacht", in italiano "barraotto") per identificare l'ultima cifra dell'anno di nascita.

## Storia e profilo
Le due sigle W114 e W115 identificano in sostanza le versioni con motori rispettivamente a 6 ed a 4/5 cilindri. Erede della W110 Heckflosse, la W114/W115 venne presentata nel 1968 al Salone dell'automobile di Ginevra, ma la commercializzazione fu avviata già nel mese di gennaio. L'obiettivo del nuovo modello era quello di migliorare sotto il profilo del comfort, della sicurezza e della qualità costruttiva il modello precedente.
Il progetto del nuovo modello doveva anche mirare all'efficienza telaistica e nello stesso tempo ottimizzare lo spazio interno. Venne quindi progettato un telaio completamente nuovo, creato appositamente per il nuovo modello. Da questo punto di vista va segnalato il definitivo abbandono del retrotreno a semiassi oscillanti, in favore del nuovo retrotreno a triangoli oscillanti montati obliquamente su telaio ausiliario, soluzione che rivelò un comportamento eccellente, sia in termini di comfort che di tenuta di strada, facendo quindi dimenticare la precedente soluzione tecnica, causa di numerosi spaventi agli utenti che percorrevano strade bagnate con i modelli precedenti. Nuovo era comunque anche l'avantreno a quadrilateri trasversali su struttura ausiliaria in acciaio stampato. Alcune versioni montavano di serie anche un sistema idropneumatico di compensazione dell'assetto. Tale sistema era autolivellante e permetteva di regolare l'altezza da terra della vettura.
Il disegno del corpo vettura venne nuovamente affidato a Paul Bracq, che in questo caso poteva contare all'epoca su di un brillantissimo giovane designer di nome Bruno Sacco, il quale diventerà in seguito capo del design presso la Casa di Stoccarda. Ispirata (pur senza avere alcuna parte in comune), specialmente nella parte centrale e posteriore, alle ammiraglie W108 e W109 (anch'esse disegnate da Bracq), la nuova berlina Mercedes-Benz era caratterizzata da un look sobrio e austero.
Anche sotto il profilo tecnico, l'impostazione generale era quella dell'ammiraglia: trazione posteriore, sospensioni a ruote indipendenti, sterzo a circolazione di sfere, freni a disco sulle quattro ruote, cambio manuale a 4 marce o a richiesta automatico a 3 rapporti.
La gamma d'esordio montava motori con alimentazione a benzina (a carburatore o iniezione) o diesel, tutti derivati da motori già esistenti. I primi erano i 4 cilindri in linea da 1988 cm³ e 2197 cm³ e i 6 cilindri in linea di 2306 cm³ e 2496 cm³, mentre i secondi erano i 4 cilindri (sempre in linea) da 1988 e 2197 cm³.
- 200 (95 cv)
- 220 (105  CV)
- 230 (120  CV)
- 250 (130  CV)
- 200 D (55  CV)
- 220 D (60  CV)

Come già detto, i modelli con motore 4 cilindri (200, 220, 200 D e 220 D) erano siglati W115, mentre quelli a 6 cilindri (230, 250) erano siglati W114.
Va annotato che questa suddivisione rappresentò un'eccezione in quanto, per altri modelli precedenti, la sigla con numero inferiore identificava le versioni con il minor numero di cilindri e non viceversa.
La 230 e la 220 D furono subito disponibili anche in versione a passo lungo, adatte quindi all'impiego come taxi o altre trasformazioni.
Nell'ottobre del 1968 venne presentata la versione coupé a 2 porte, con padiglione abbassato, assenza del montante centrale e cristalli privi di cornice. Frontale, coda e parte bassa della carrozzeria rimanevano identiche alla berlina. La coupé era inizialmente disponibile solo col 6 cilindri di 2496 cm³, alimentato a carburatori (250 C) o a iniezione (250 CE). La sigla progettuale di questa versione era C115, sigla in cui la lettera C va a sostituire la W per indicare appunto una coupé. Più avanti, nel luglio del 1969, viene introdotta la 250C 2.8 come versione di punta della gamma, che nonostante la sigla viene dotata del potente 2.8 M130 a carburatori da 130 CV. Tale versione andò ad affiancare le altre due versioni.
L'anno seguente, anche la berlina poté usufruire dello stesso propulsore e nacque così la 250 2.8.
Nel 1972 la gamma si arricchì dei modelli 280, 280C, 280E e 280CE, in pratica le berline e coupé equipaggiate dal nuovo 2.8 bialbero M110, sia a carburatori (160CV) sia ad iniezione (185CV).

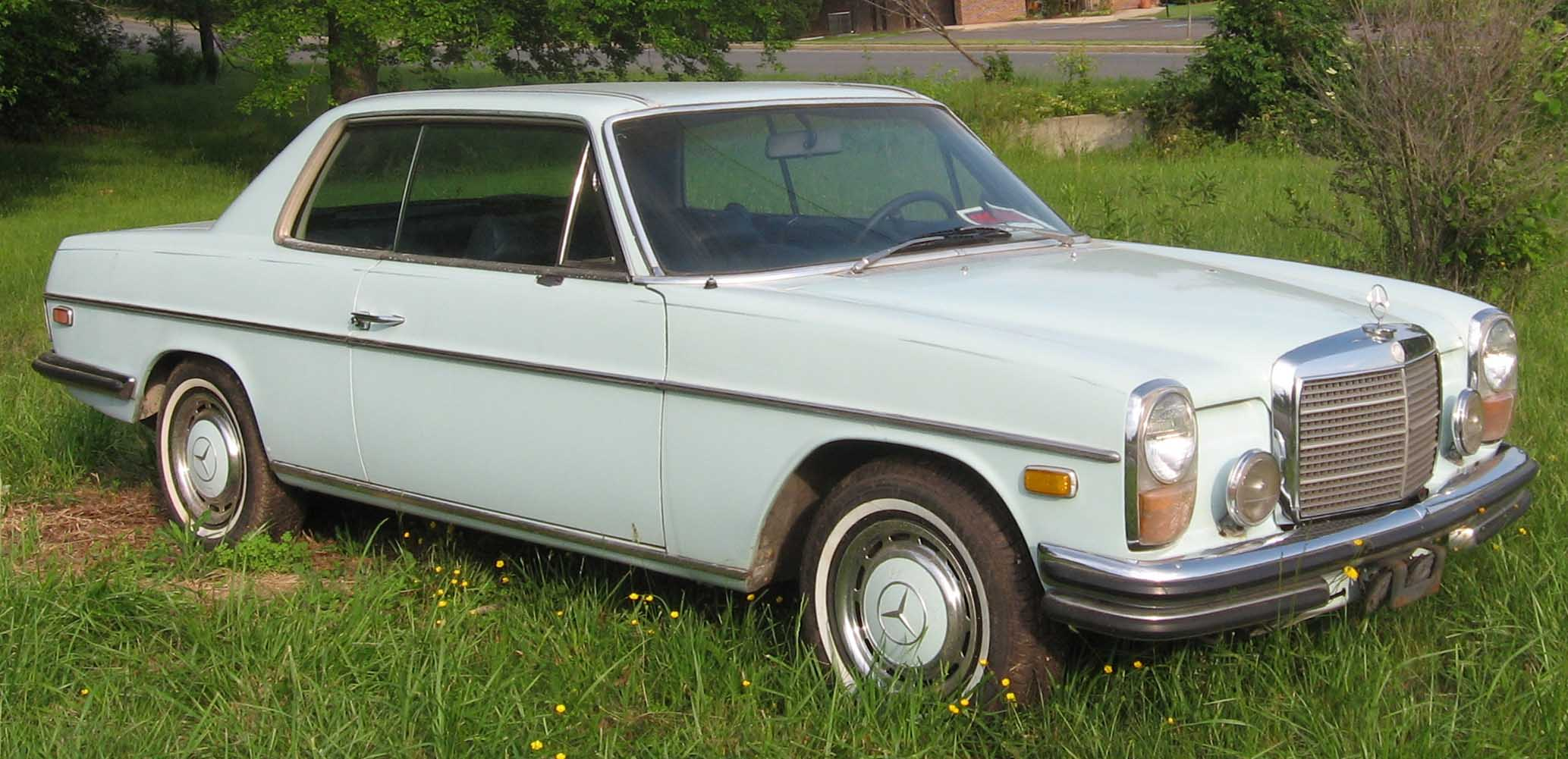
La versione coupé della W114, qui rappresentata dalla 280C

Nel 1973, in occasione del programmato restyling di metà produzione, furono introdotte novità sia meccaniche che estetiche, sia alla coupé sia alla berlina. Fra le modifiche estetiche vanno menzionati: l'aggiornamento al frontale (mascherina a radiatore più bassa e larga); quello alla coda (luci zigrinate anziché lisce che secondo la Casa costruttrice andavano a diminuire i rischi di un oscuramento dei fari accesi per opera di fanghiglia o altro: tale zigrinatura verrà applicata ai successivi modelli Mercedes-Benz fino a pochissimi anni prima del nuovo secolo come caratteristica stilistica distintiva); l'aggiornamento alla finestratura laterale (scomparsa dei "deflettori" a compasso con installazione di grandi specchi laterali comandabili dall'interno); infine va ricordato l'aggiornamento agli interni (consolle centrale, elementi della finitura).

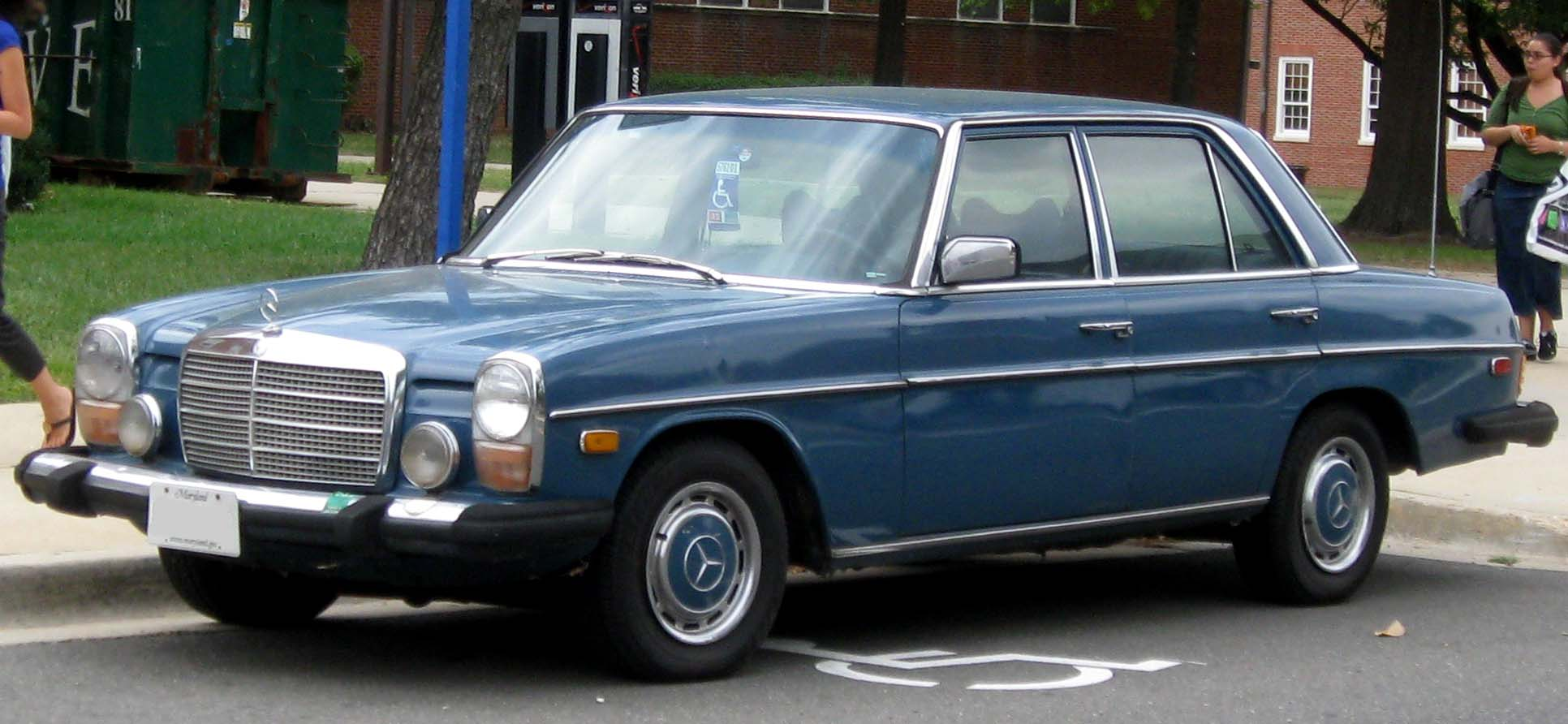
La Mercedes-Benz W114, versione 240D

Anche la gamma delle motorizzazioni venne riorganizzata con l'introduzione di nuovi motori. Il 4 cilindri a benzina di 2,2 litri venne portato a 2307 cm³ (110 CV). Curiosamente, accanto al nuovo 2.3 M115 da 110 CV venne mantenuto anche il vecchio 2.3 M180 da 120 CV. I due modelli che lo montavano erano denominati rispettivamente 230.4 e 230.6. Quest'ultima è semplicemente la vecchia 230 cambiata nel nome (ed ovviamente in tutte le modifiche del caso previste dal restyling). In seguito, per identificare la vecchia 230 dalle altre, spesso si ricorre alla sigla 230/8. Per quanto riguardava la disponibilità di motori diesel, in seguito al restyling essa venne completata da un 4 cilindri da 2404 cm³ con 65 CV e - nel 1974 - da un 5 cilindri di 3005 cm³ da 80 CV (primo motore di questo tipo al mondo, ottenuto aggiungendo un cilindro al 240D). Tale modello, la 240D 3.0, venne inclusa tra le W115.
Per quanto riguardava le coupé, prive di versioni a gasolio, le 250C e 250CE vennero rispettivamente sostituite dalla 280C e dalla 280CE.
Sia per quanto riguarda le berline, sia altrettanto per le coupé, l'introduzione delle versioni 280 non ha comportato il pensionamento delle versioni 250 2.8, che quindi rimasero a listino. La differenza tra le versioni 280 e le versioni 250 2.8 stava nei due differenti motori, il bialbero M110 nelle prime ed il più anziano M130 monoalbero nella seconda.
La nuova gamma comprendeva:
- 200 (95 CV)
- 230.4 (110 CV - 4 cilindri)
- 230.6 (120 CV - 6 cilindri)
- 280 (160 CV)
- 280 E (185 CV)
- 200 D (55 CV)
- 220 D (60 CV)
- 240 D (65 CV)
- 240 D 3.0 (80 CV)
- 280 C (160 CV)
- 280 CE (185 CV)

Le W114/W115 berlina lasciarono il listino nel 1976, rimpiazzate dalle Mercedes-Benz W123, mentre le coupé rimasero in produzione fino al 1977.
Ben rifinita ma soprattutto robusta e dall'affidabilità divenuta proverbiale, questo modello Mercedes-Benz ottenne grande successo in tutto il mondo, Italia compresa (dove era diffusa principalmente nelle versioni 200 e 200 D a causa dell'IVA elevata per vetture sopra i due litri e solo più tardi elevata per i diesel a 2500 cm³). Costruita in quasi due milioni di esemplari, fu il modello Mercedes più venduto dal dopoguerra fino al termine produzione, surclassata soltanto dall'erede W123. Oggigiorno viene considerata come la prima delle serie appartenenti a quella che decenni dopo sarebbe divenuta nota come Classe E.

## Caratteristiche e versioni
Nella seguente tabella vengono riportate le principali caratteristiche della gamma W114/W115. I dati relativi alla produzione includono anche gli esemplari da allestire con carrozzerie speciali, come ambulanze, giardinette (da, per esempio, Crayford, Binz, IMA e Miesen) o carri funebre (da Pollmann e Rappold).
| Motori Mercedes-Benz W114 e W115 |         |                     |                |               |                |               |                  |              |              |                        |                    |                    |
| Modello                          | Sigla   | Motore              | Cilindrata cm³ | Alimentazione | Potenza CV/rpm | Coppia Nm/rpm | massa a vuoto kg | Velocità max | 0–100 km/h s | Consumo medio l/100 km | Anni di produzione | Esemplari prodotti |
| Serie W115                       |         |                     |                |               |                |               |                  |              |              |                        |                    |                    |
| 200                              | 115.015 | M115V20 (115.923)   | 1988           | Carburatore   | 95/4800        | 156/2800      | 1340             | 160          | 15"2         | 10.9                   | 01/68-12/76        | 288.785            |
| 220                              | 115.010 | M115V22\| (115.920) | 2197           | Carburatore   | 105/5000       | 179/2800      | 1360             | 168          | 13"7         | 11.1                   | 02/68-08/73        | 128.732            |
| 230.4                            | 115.017 | M115V23\| (115.951) | 2307           | Carburatore   | 110/4800       | 186/2500      | 1350             | 170          | 13"7         | 11.4                   | 08/73-12/76        | 87.765             |
| 200D                             | 115.115 | OM615D20 (615.913)  | 1988           | Iniezione     | 55/4200        | 113/2400      | 1375             | 130          | 31"          | 8.1                    | 01/68-12/76        | 339.927            |
| 220D                             | 115.110 | OM615D22 (615.912)  | 2197           | Iniezione     | 60/4200        | 126/2400      | 1385             | 135          | 28"1         | 8.5                    | 01/68-12/76        | 415.156            |
| 220D Lunga                       | 115.110 | OM615D22 (615.912)  | 2197           | Iniezione     | 60/4200        | 126/2400      | 1545             | 135          | 29"4         | 8.5                    | 1968-73            | 5.114              |
| 240D                             | 115.117 | OM616D24 (616.916)  | 2404           | Iniezione     | 65/4200        | 137/2400      | 1390             | 138          | 24"6         | 9.5                    | 08/73-12/76        | 131.319            |
| 240D Lunga                       | 115.117 | OM616D24 (616.916)  | 2404           | Iniezione     | 65/4200        | 137/2400      | 1560             | 138          | 25"9         | 9.5                    | 1973-76            | 3790               |
| 240D 3.0                         | 115.114 | OM617D30 (617.910)  | 3005           | Iniezione     | 80/4000        | 172/2400      | 1430             | 148          | 19"9         | 10.8                   | 10/74-11-76        | 53.690             |
| Serie W114                       |         |                     |                |               |                |               |                  |              |              |                        |                    |                    |
| 230/8                            | 114.015 | M180V23 (o 180.954) | 2292           | Carburatore   | 120/5400       | 179/3600      | 1365             | 175          | 13"3         | 11.2                   | 01/68-08/73        | 216.631            |
| 230.6                            | 114.015 | M180V23 (o 180.954) | 2292           | Carburatore   | 120/5400       | 179/3600      | 1355             | 175          | 13"3         | 11.2                   | 08/73-11/76        | 216.631            |
| 230/8 Lunga                      | 114.015 | M180V23 (o 180.954) | 2292           | Carburatore   | 120/5400       | 179/3600      | 1535             | 175          | 14"          | 11.2                   | 1968-73            | 5.152              |
| 230.6 Lunga                      | 114.015 | M180V23 (o 180.954) | 2292           | Carburatore   | 120/5400       | 179/3600      | 1535             | 175          | 14"          | 11.2                   | 1973-76            | 5.152              |
| 250                              | 114.010 | M114V25 (o 114.920) | 2496           | Carburatore   | 130/5400       | 199/3600      | 1375             | 180          | 12"8         | 11.7                   | 01/68-05/72        | 78.303             |
| 250C                             | 114.021 | M114V25 (o 114.920) | 2496           | Carburatore   | 130/5400       | 199/3600      | 1375             | 180          | 12"8         | 11.7                   | 10/68-05/72        | 8.824              |
| 250CE                            | 114.022 | M114E25 (o 114.980) | 2496           | Iniezione     | 150/5500       | 211/4500      | 1390             | 190          | 10"4         | 11.7                   | 10/68-05/72        | 21.787             |
| 250 2.8                          | 114.011 | M130V28 (o 130.923) | 2778           | Carburatore   | 130/5000       | 216/3200      | 1395             | 180          | 11"5         | 12.5                   | 07/70-07/76        | 34.061             |
| 250C 2.8                         | 114.023 | M130V28 (o 130.923) | 2778           | Carburatore   | 130/5000       | 216/3200      | 1395             | 180          | 11"5         | 12.5                   | 06/69-06/76        | 11.768             |
| 280                              | 114.060 | M110V28 (o 110.921) | 2746           | Carburatore   | 160/5500       | 226/4000      | 1455             | 190          | 10"6         | 12.5                   | 05/72-09/76        | 44.537             |
| 280C                             | 114.073 | M110V28 (o 110.921) | 2746           | Carburatore   | 160/5500       | 226/4000      | 1455             | 190          | 10"6         | 12.5                   | 06/72-08/76        | 13.151             |
| 280E                             | 114.062 | M110E28 (o 110.981) | 2746           | Iniezione     | 185/6000       | 240/4500      | 1455             | 200          | 9"9          | 12.5                   | 04/72-09/76        | 22.836             |
| 280CE                            | 114.072 | M110E28 (o 110.981) | 2746           | Iniezione     | 185/6000       | 240/4500      | 1455             | 200          | 9"9          | 12.5                   | 05/72-07/76        | 11.518             |

## Gli optional disponibili per i modelli W114/W115
- Bracciolo anteriore
- Aria condizionata
- Specchietto retrovisore destro
- Vetri elettrici (solo ant o ant e post)
- Tettuccio apribile (manuale o elettrico)
- Vetri azzurrati o fumè
- Vernice metallizzata
- Cerchi in alluminio
- Poggia testa posteriori
- Radio (Blaupunkt)
- Antenna elettrica cromata
- Servosterzo
- 5ª marcia
- Cambio automatico
- Interni in pelle
- Dettagli interni in radica
- Dettagli interni in mogano/zebrano
- Parafanghini Cromati
- Chiusura centralizzata comandata a depressione (comprendeva baule e serbatoio)
- Volante bianco